# 秩禄公債
秩禄公債（ちつろくこうさい）とは、明治6年（1873年）12月27日に出された太政官布告第425号に基づき、家禄・賞典禄を自主的に奉還した者に対して起業資金を与える目的で起こされた公債のこと。奉還に応じなかった残りの華族・士族に対して数年後に強制的に配布された金禄公債とは異なる。

## 概略
明治政府は明治4年（1871年）に廃藩置県を断行して長年続いた封建制度を解体したものの、依然として旧武士階層（華族・士族・卒）に家禄・賞典禄などの秩禄を払う義務があった。当時の政府予算の4割が秩禄支給に充てられた事から一刻も早い秩禄処分が求められていたが、その場合に生活の糧を失った士族が反乱などを起こす可能性があった。そこで士族授産を行って士族が自立した生計を立てられるようにし、少しずつ秩禄への依存から脱却させる政策を採った。同年暮れに士族に対して、現在官職にある者以外は自由に農工商業に従事できるものとして自主的な就業を促した。だが、薄禄の者は起業意欲があってもそのための資金がない例もあったために、対策として秩禄の返上と引換に秩禄数年分を起業資金として渡すこととした。ただし、政府にも希望者に全額を現金で渡す財政的余裕がなかったため、売買可能であり、7年以内に元金全額を払うことを約束しそれまでは利子を支払う公債を発行することとした。
明治6年（1873年）、この年に発行された7分利付外国公債による収入を元手に秩禄公債を発行した。当初は家禄・賞典禄が合わせて100石未満の者を対象として秩禄を打ち切る代わりに、永世禄は禄高6年分、終身禄は禄高4年分、年限禄はその年限に応じて1-4年分の禄高に換算されて、半分を現金、残りを秩禄公債で支給された。なお、禄高の金額換算は明治6年の所属府県における貢納石代相場に基づいて決定された。翌明治7年3月28日に秩禄公債の詳細を定めた家禄引換公債証書発行条例が制定され、これによって秩禄公債は額面500円・300円・100円・50円・25円の5種類が発行（ただし、500円公債は実際には発行されなかった）されて、年利8分、利払いは年1回、2年の据え置き後、7ヵ年で償還されることとなった。毎年抽選で償還者が選ばれ、公債の回収と引き換えに元金が全額渡された。
公債は記名式で外国人への売却は厳しく禁じられていた。同年11月5日に家禄奉還制が導入されたことで禄高による制限が廃止されたが、100石以上の者に対しては50石分のみ現金支給を行い、残りは全て秩禄公債による支給とされた。また、旧武士階級が起業のために官有の林野などの払い下げを希望する場合には秩禄公債による支払が認められることとなった。だが、明治8年（1875年）に強制的な秩禄処分の準備が整ったのを受けて、7月14日に家禄奉還は中止されて秩禄公債はこの日までに奉還を届け出た分までで打ち止めとされた（ただし、実際の発行終了は全ての奉還手続が終了した翌明治9年（1876年）までずれ込んでいる）。続いて9月7日の太政官布告138号において、奉還を秩禄公債に代わって金禄公債に切り替えることを宣言した（秩禄処分）。
奉還は自主的であったため、地方の官僚や士族のリーダーの意向によって奉還を申し出る割合には幅があった。鹿児島県ではほとんど応募者はいなかったが、新潟県や三重県では約半数に達した。全国では約42万戸の士族のうち、3割程度が償還に応募した。
この打ち切りまでの間に出された秩禄公債は16,565,850円（現金支給は19,326,829円78銭5厘）であり、支給対象者は135,884人であった。償還は明治9年から開始されたが、翌年の西南戦争によって1年繰り延べが行われて、最後の発行から8年目の明治17年（1884年）に全額の償還が完了した。なお、利払いは9,749,292円93銭3厘であった。
この政策はいわば無期限の家禄を変じて有期公債とするものであり、応募した旧武士階層は国家に対する経済上の特権を永久に失った。一時賜金、秩禄公債を産業資本として帰農した一部士族は「土地低価払下」の特典によって地方の中小地主になったが、商業に従事した一部士族はうち続く貧困と「士族の商法」によってほとんどの公債は急速に高利貸資本家に吸収され、無産者、下級俸給者となった。